# Zhang Ning (universitaire)
Pour les articles homonymes, voir Zhang Ning et Zhang.
Dans ce nom chinois, le nom de famille, Zhang, précède le nom personnel.
 (novembre 2014).
Zhang Ning (chinois simplifié: 张宁 zhāng níng), aussi connue sous le nom de Laure Zhang est une sinologue, professeure associée et responsable de l'Unité des études chinoises de l'Université de Genève et membre statutaire du Centre d'études sur la Chine moderne et contemporaine de l'École des hautes études en sciences sociales (EHESS), spécialiste de la question de la peine de mort en Chine au XXe siècle.

## Biographie
Zhang Ning a d'abord été assistante à l'université du Guangxi, puis de 1985 à 1990 à Hong Kong. À partir de 1990, elle réside en France et passe un DEA de littérature comparée à l'Université de Paris X Nanterre puis une thèse de doctorat en 1996.
Après avoir réalisé plusieurs travaux de recherche comparée sur les littératures occidentales et la littérature chinoise, et notamment sur le théâtre occidental et le théâtre chinois elle s'est progressivement spécialisée dans l'histoire juridique et anthropologique de la Chine du XXe siècle et, plus particulièrement, dans le problème de la peine de mort en Chine, sujet sur lequel elle a écrit de nombreux articles et chapitres d'ouvrage,, et soutenu une thèse d’habilitation à diriger des recherches.
Ses publications en français et en anglais exposent l’évolution du point de vue des Chinois de RPC sur des thèmes comme le pardon ou la peine de mort, avec le conflit actuel entre les juristes chinois, souvent opposés à la peine de mort, et l’opinion publique qui y est très largement favorable, surtout pour les crimes économiques,,. Symétriquement, ses publications en chinois expliquent aux sinophones l’évolution des points de vue occidentaux, notamment chez les philosophes, de Kant (favorable à la peine de mort) à Derrida, Camus et les penseurs contemporains.
Zhang Ning est membre du projet LSC / Legalizing Space in China soutenu par l'Agence nationale de la recherche.